# Selma (film)
 For alternative betydninger, se Selma. (Se også artikler, som begynder med Selma)
Selma er en historisk dramafilm fra 2014, der er instrueret af Ava DuVernay med manuskript af Paul Webb. Den er baseret på Marchen fra Selma til Montgomery i 1965 for valgret ledet af James Bevel, Hosea Williams,  Martin Luther King, Jr. og John Lewis. Filmen har David Oyelowo i rollen som King, Tom Wilkinson som den amerikanske Lyndon B. Johnson, Tim Roth som George Wallace, Carmen Ejogo som Coretta Scott King og Common i rollen som Bevel.
Selma havde premiere ved American Film Institute Festival den 11. november 2014, og fik en begrænset udgivelse i USA den 25. december samme år, hvorefter den fik en bredere udgivelse den 9. januar 2015 to måneder inden 50-året for marchen. Filmen blev genudgivet den 20. marts 2015 til ære for 50-året af den historiske march.
Selma blev nomineret til fire Golden Globe Award, inklusive bedste film - drama, bedste instruktør og bedste skuespiller og den vandt for bedste originale sang. Den blev også nomineret til prisen som bedste film og vandt bedste sang ved Oscaruddelingen 2015.

## Medvirkende
- David Oyelowo som Martin Luther King, Jr.[8]
- Tom Wilkinson som Præsident Lyndon B. Johnson[9]
- Carmen Ejogo som Coretta Scott King[10]
- Andre Holland som Andrew Young[11]
- Tessa Thompson som Diane Nash[12]
- Giovanni Ribisi som Lee C. White[13]
- Lorraine Toussaint som Amelia Boynton Robinson[14]
- Stephan James som John Lewis[15]
- Wendell Pierce som Hosea Williams[16]
- Common som James Bevel[17]
- Alessandro Nivola som John Doar[18]
- Lakeith Stanfield som Jimmie Lee Jackson[19]
- Cuba Gooding Jr. som Fred Gray[20]
- Dylan Baker som J. Edgar Hoover[21]
- Tim Roth som George Wallace[22]
- Oprah Winfrey som Annie Lee Cooper[23]
- Ruben Santiago-Hudson som Bayard Rustin
- Niecy Nash som Richie Jean Jackson[24]
- Colman Domingo som Ralph Abernathy[25]
- Omar Dorsey som James Orange
- Ledisi Young som Mahalia Jackson[26]
- Trai Byers som James Forman[27]
- Kent Faulcon som Sullivan Jackson[24]
- John Lavelle som Roy Reed[28]
- Henry G. Sanders som Cager Lee
- Jeremy Strong som James Reeb[29]
- Nigel Thatch som Malcolm X
- Charity Jordan som Viola Lee Jackson
- Haviland Stillwell som Johnsons sekretær
- Tara Ochs som Viola Liuzzo
- Martin Sheen[30] som Frank Minis Johnson
- Michael Shikany som Ærkebiskop Iakovos
- Michael Papajohn som Major John Cloud
- Stephen Root som Al Lingo
- Stan Houston som Sheriff Jim Clark
- E. Roger Mitchell som Frederick D. Reese

## Hæder
Filmen vandt og blev nomineret til adskillige priser i 2014 og 2015. Derudover blev Selma listet blandt mange filmkritikeres top 10 lister for årets bedste film.
- 1. – Sasha Stone, Awards Daily (sammen med Boyhood og Gone Girl)
- 1. – James Rocchi, TheWrap
- 1. – Adam Chitwood, Collider.com
- 2. – Christopher Orr, The Atlantic
- 2. – Lisa Kennedy, The Denver Post
- 2. – Wesley Morris, Grantland
- 2. – David Edelstein, New York
- 3. – Jocelyn Noveck, Associated Press
- 3. – Lou Lumenick, New York Post
- 3. – Joe Neumaier, New York Daily News
- 3. – William Bibbiani, CraveOnline
- 3. – Mark Olsen, Los Angeles Times
- 3. – Gregory Ellwood, HitFix
- 4. – Peter Travers, Rolling Stone
- 4. – Owen Gleiberman, BBC
- 4. – Betsy Sharkey, Los Angeles Times (tied with The Imitation Game)
- 4. – Drew McWeeny, HitFix
- 4. – Inkoo Kang, TheWrap
- 5. – Chris Nashawaty, Entertainment Weekly
- 5. – A. O. Scott, The New York Times
- 5. – Elizabeth Weitzman, New York Daily News
- 5. – William Gross, Austin Chronicle
- 6. – Marlow Stern, The Daily Beast
- 6. – Bob Mondello, NPR
- 6. – Glenn Kenny, RogerEbert.com
- 6. – Keith Phipps, The Dissolve
- 7. – Rafer Guzmán, Newsday
- 7. – Anne Thompson, Indiewire
- 7. – Peter Hartlaub, San Francisco Chronicle
- 7. – People
- 7. – Erik Davis, Movies.com
- 7. – Ann Hornaday, The Washington Post
- 8. – Leba Hertz, San Francisco Chronicle
- 8. – Tasha Robinson, The Dissolve
- 8. – Justin Chang, Variety
- 9. – Todd McCarthy, The Hollywood Reporter
- 9. – Scott Foundas, Variety
- 10. – Alison Willmore, BuzzFeed
- 10. – Tom Brook, BBC
- 10. – Alonso Duralde, TheWrap
- Top 10 (rangeret alfabetisk) – David Denby, The New Yorker
- Top 10 (rangeret alfabetisk) – Claudia Puig, USA Today
- Top 10 (rangeret alfabetisk) – Calvin Wilson, St. Louis Post-Dispatch
- Top 10 (rangeret alfabetisky) – Carrie Rickey, CarrieRickey.com
- Bedste 2014 (listet alfabetisk, ikke rangeret) – Manohla Dargis, The New York Times